# Olkijoki fredspörte
Olkijoki fredspörte (finska: Olkijoen rauhanpirtti) är den byggnad i Olkijoki i Österbotten, i vilken Konventionen i Olkijoki mellan Sverige och Ryssland skrevs under den 19 november 1808. Genom detta vapenstillestånd avslutades fientligheterna i finska kriget, till den del de utkämpades i den östra riksdelen Finland. Det undertecknades på svenska arméns vägnar av generalen Carl Johan Adlercreutz och på den ryska arméns vägnar av generalen Nikolaj Kamenskij.
Enligt villkoren för vapenstilleståndet var den svenska armén tvungen att dra sig tillbaka till västra sidan av Kemi älv, så att båda flodens stränder gavs till ryssarna. De svenska trupperna var tvungna att lämna staden Uleåborg den 29 november. Den svenska arméns styrkor i Finland på omkring 15 000 soldater slog sig för vintern ned i området Torneå–Haparanda. Kriget avslutades med Freden i Fredrikshamn den 17 september 1809.
Efter Olkijokis vapenstillestånd flyttade kriget till Sveriges sida och slutade slutligen med Freden i Fredrikshamn på hösten följande år.
Byggnaden var vid denna tid Lassilas gästgiveri och låg i byn Olkijoki. Huset revs i början av 1900-talet. Rummen där undertecknandet skedde skonades dock och ett museum byggdes av rummen 1937. Museet ingår i Brahestads museum.